# 스크랩부킹

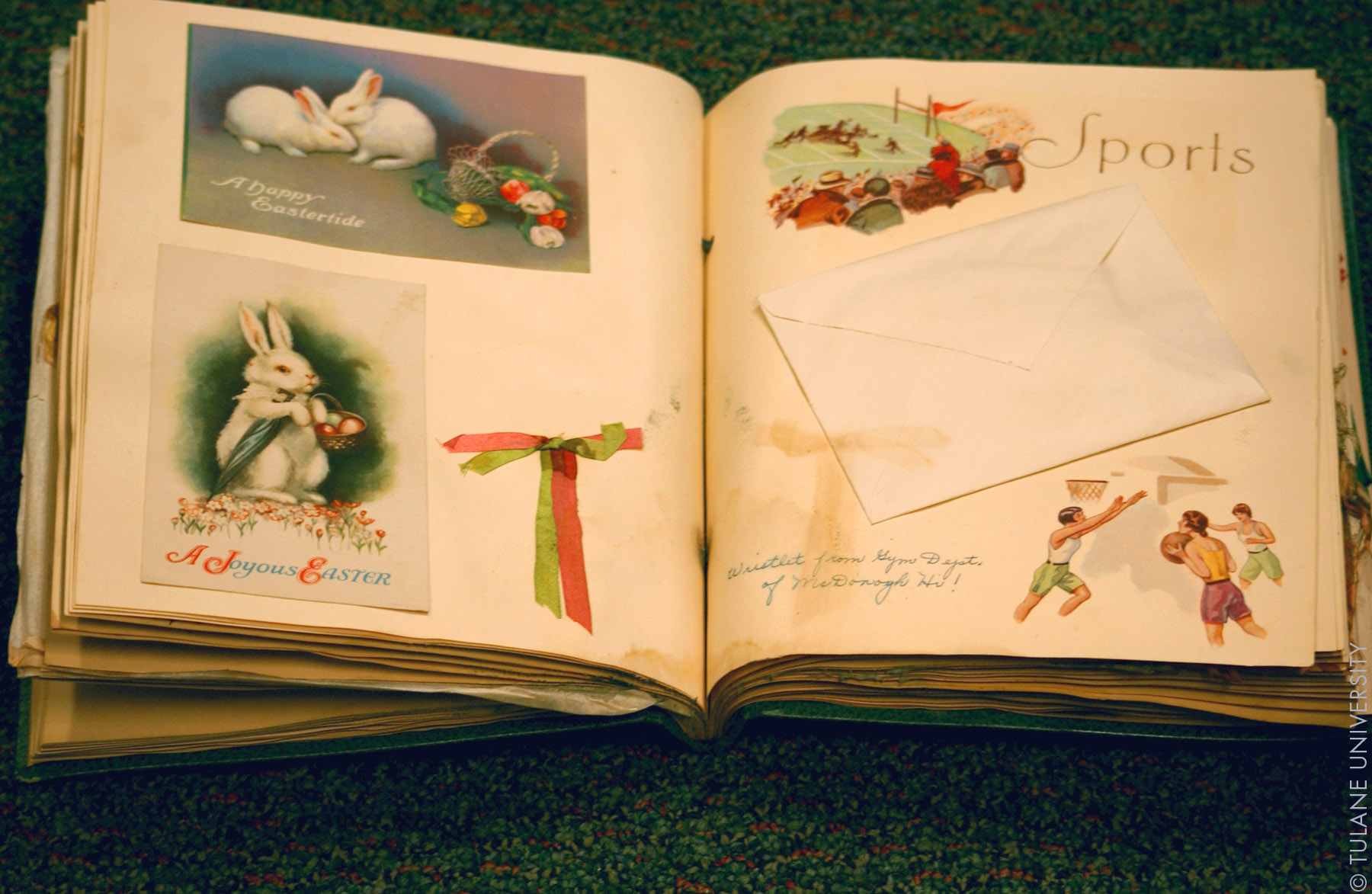
빈티지 스크랩북

스크랩부킹(scrapbooking)은 개인 및 가족의 역사를 책, 상자 또는 카드 형태로 보존하고 제시하며 정리하는 방법이다. 일반적인 기념품으로는 사진, 인쇄물, 예술품 등이 있다. 스크랩북 앨범은 종종 장식되며 광범위한 일기 항목이나 서면 설명이 포함된다. 스크랩부킹은 19세기에 영국에서 시작되었다.

## 역사
15세기에는 영국에서 인기 있었던 컴먼플레이스 북이 요리법, 인용문, 편지, 시 등을 포함한 정보를 편집하는 방법으로 등장했다. 각 컴먼플레이스 북은 제작자의 특정 관심사에 따라 독특했다. 우정 앨범은 16세기에 인기를 얻었다. 이 앨범은 현대의 졸업 앨범과 매우 유사하게 사용되었는데, 친구나 후원자들이 앨범 소유자의 요청에 따라 자신들의 이름, 직함, 짧은 글 또는 삽화를 기입했다. 이 앨범은 종종 유럽 여행의 기념품으로 만들어졌으며, 문장이나 현지 장인에게 의뢰한 예술품을 포함한 지역 기념품을 담았다. 1570년부터 베네치아 의상이나 카니발 장면과 같은 인기 있는 장면을 묘사한 컬러 판화를 포함하는 것이 유행이 되었다. 이것들은 원본 작품에 비해 저렴한 대안을 제공했으며, 따라서 이러한 판화는 특정 사건을 기념하거나 기록하기 위해 판매된 것이 아니라, 앨범을 장식하기 위한 용도로 판매되었다. 1775년에 제임스 그레인저는 책의 마지막에 여러 빈 페이지가 있는 영국 역사를 출판했다. 이 페이지는 책 소유자가 자신의 기념품으로 책을 개인화할 수 있도록 설계되었다. 판화, 석판화 및 기타 삽화를 책에 붙이거나, 심지어 책을 해체하여 새로운 내용을 삽입하고 다시 제본하는 행위는 엑스트라 일러스트레이팅 또는 그레인저라이징으로 알려지게 되었다.
또한, 18세기와 19세기의 소녀들은 우정 앨범, 고백 앨범, 학교 졸업 앨범을 통해 문학적 재능을 공유하고 자신들만의 개인화된 역사 기록을 남길 기회를 얻었는데, 이는 이전에는 쉽게 접할 수 없었던 것이었다. "영국 낭만주의 우정 앨범에서 친밀감 협상하기(Negotiating Intimacy in British Romantic Friendship Albums)"에서 르네 브라이직은 뉴욕 공립도서관 포츠하이머 아카이브에 있는 다섯 권의 앨범을 분석하여 이러한 관행의 스타일과 내용의 범위를 설명했다.

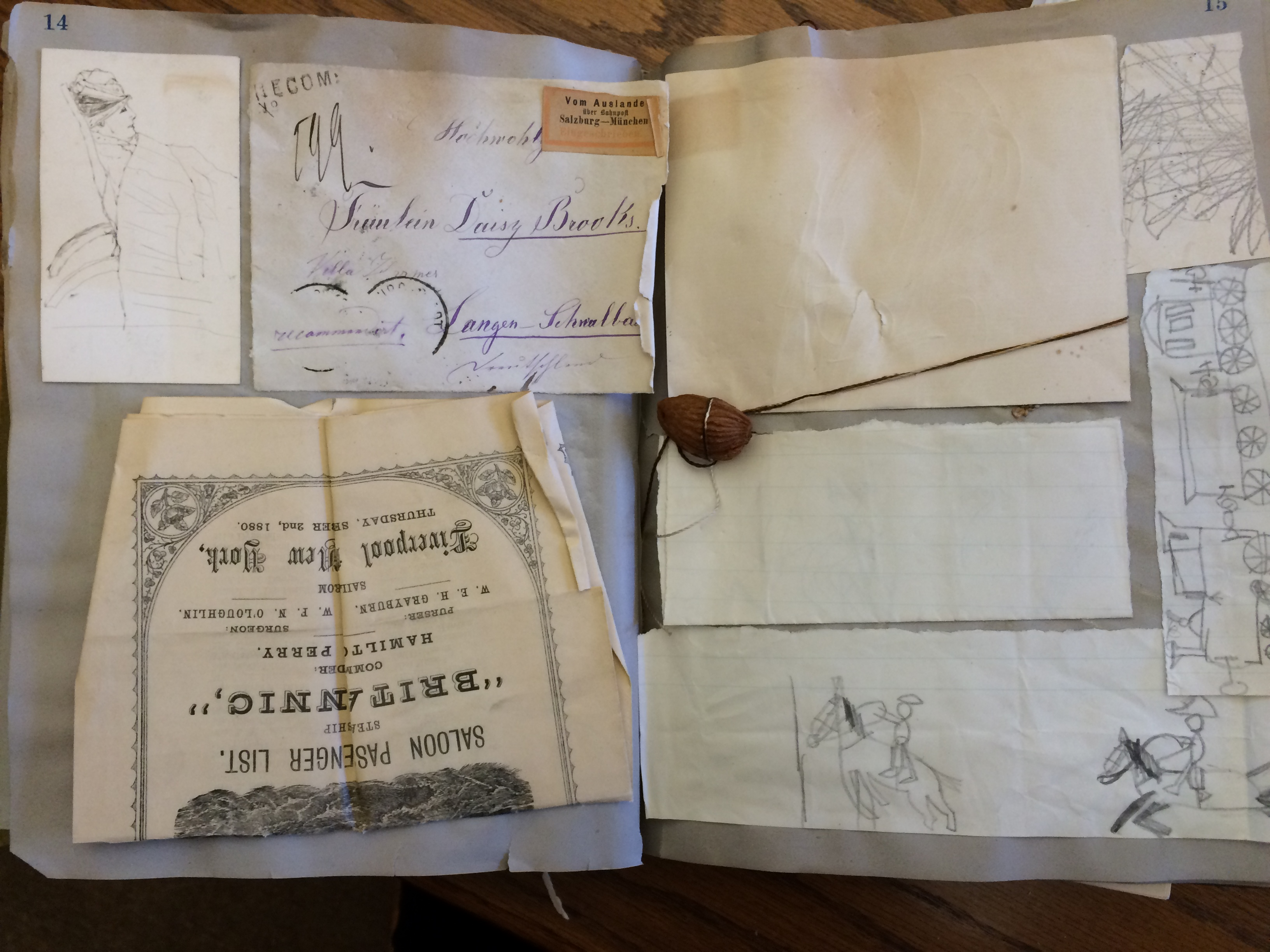
스미스 칼리지 학생의 스크랩북 페이지(1906년경). 이 페이지는 학생의 일상을 나타내기 위해 그림, 인쇄물, 실제 물건을 사용한다.

 예를 들어, 20세기 초 대학생들은 스크랩북을 광범위하게 사용하여 학생으로서의 일상생활을 표현했다. 이러한 생활 사건의 이미지를 제공하는 사진첩이 없었기 때문에, 학생들은 인쇄물과 기념품을 사용하여 자신들의 삶을 설명하기 위해 스크랩북을 통해 독특한 표현을 만들었다. 초대 손님 목록이나 명함 그룹은 젊은 여성의 파티 방문을 나타낼 수 있다. 연극 프로그램과 티켓 조각은 뉴욕에서 브로드웨이 쇼를 보러 간 여행을 상기시키는 역할을 할 수 있었다. 식물, 은제품, 작은 장신구와 같은 실제 물건도 추가적인 시각적 표현이 필요할 때 사용되었다.
이러한 주제 기반 스크랩북의 페이지에는 수업 시간표, 시험 책자, 교수님의 편지 또는 학교 행사에서 나온 다른 인쇄물이 포함될 수 있었다. 따라서 이 시대의 스크랩북은 제작자의 삶을 더욱 완전하게 보여줄 수 있다.

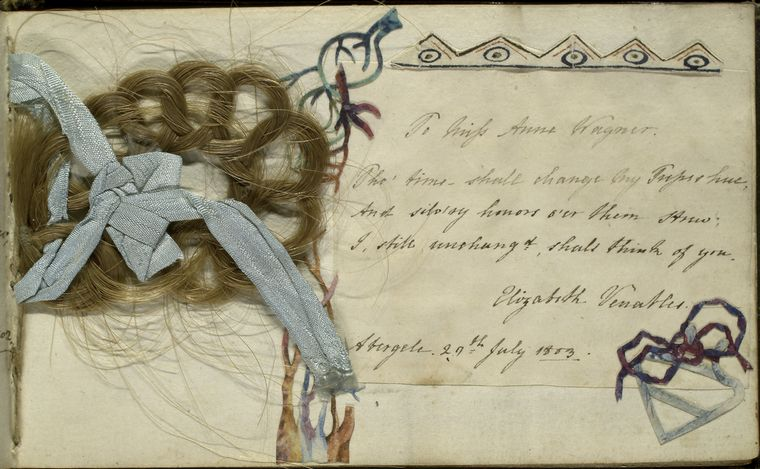
1795년부터 1834년까지 보관된 앤 와그너의 스크랩북에 있는 페이지에 부착된 땋은 머리카락의 정교한 예.

19세기에 스크랩부킹은 일기나 다른 글 기반의 기록 형태보다 개인의 경험을 보존하는 더 복잡한 방법으로 여겨졌다. 19세기에 값싼 신문, 명함, 연극 프로그램, 팸플릿과 같은 인쇄물은 널리 유통되었고 종종 사람들의 스크랩북의 주요 구성 요소가 되었다. 산업 사회의 성장과 병행하여 이러한 종류의 덧없는 인쇄물의 양이 증가하면서 이를 분류하고 보존하는 방법에 대한 수요가 생겨났다. 이 때문에 요리법, 쿠폰 또는 기타 목록만을 분류하는 데 전념하는 스크랩북도 이 시기에 흔했다. 19세기 후반까지 스크랩북은 기능적이면서도 미학적으로 아름다운 것으로 여겨졌다. 마케팅 전략과 기술 발전 등 여러 요인이 시간이 지남에 따라 스크랩부킹의 이미지가 미학적인 영역으로 더 나아가는 데 기여했다.

현대 사진술의 도래는 조제프 조제프 니세포르 니에프스가 1826년에 최초의 영구적인 사진을 만들면서 시작되었다. 이것은 일반인들이 사진을 자신들의 스크랩북에 포함시키기 시작할 수 있도록 해주었다. 그러나 사진만을 전시하기 위해 특별히 만들어진 책이나 앨범은 1860년경이 되어서야 미국에서 대중화되었다. 그 전까지는 사진이 복제되고 공유될 항목으로 생각되지 않았다. 사진 앨범에 대한 수요는 명함 사진의 인기가 커지면서 크게 촉진되었는데, 명함 사진은 명함을 배포하는 방식과 동일하게 배포되는 작은 사진이었다. 

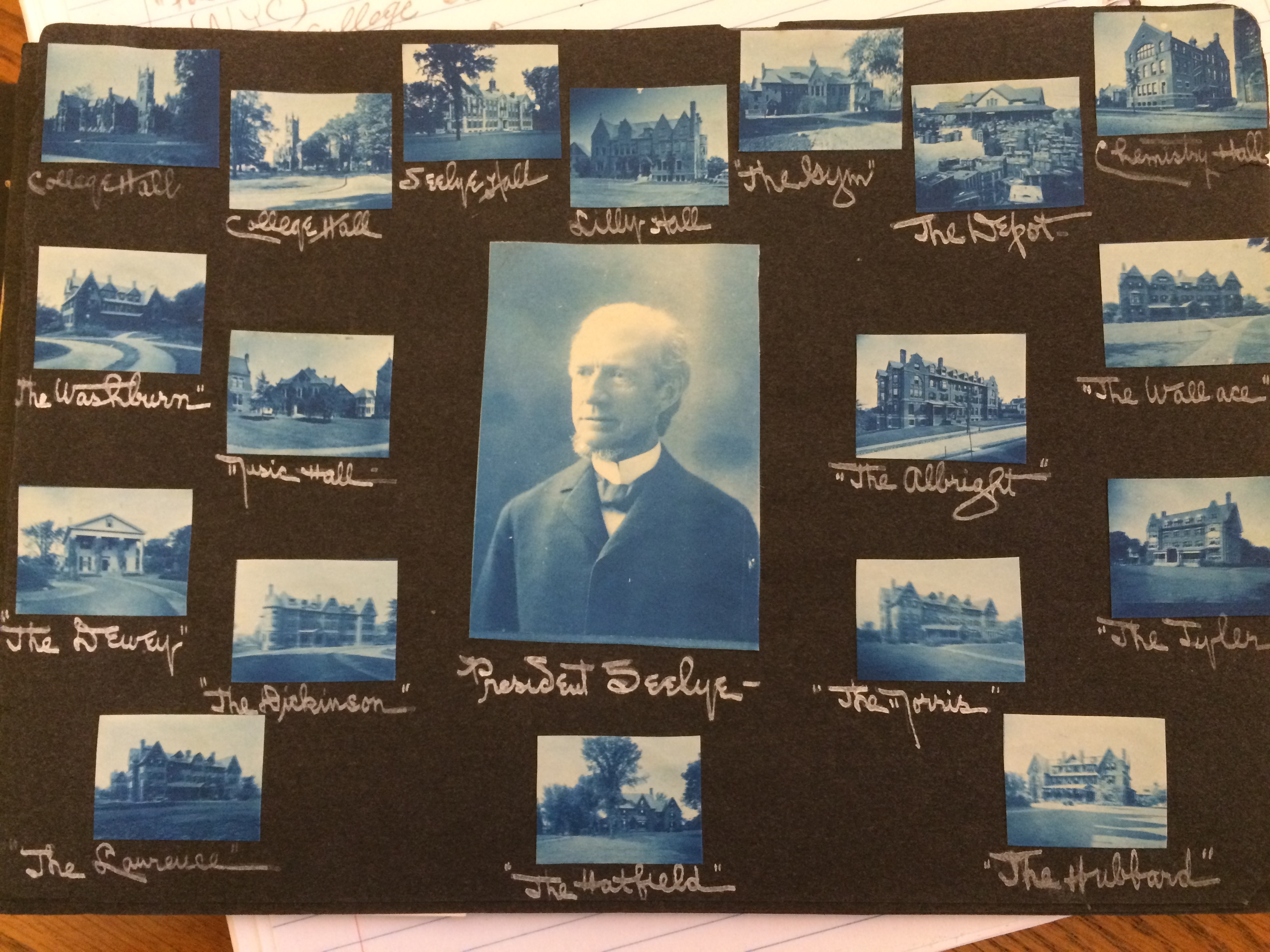
1906년경 사진 앨범의 한 페이지. 이 앨범의 페이지와 색상은 사진을 전시하기 위해 특별히 제작되었다. 앨범의 소유자는 대학 캠퍼스와 총장을 나타내기 위해 사진을 배열했다.

오래된 스크랩북은 사진 마운팅 코너로 사진을 붙이고 사진 속 인물이나 촬영 장소, 시기를 기록한 경우가 많았다. 신문 스크랩, 편지 등 기념품 조각들도 포함되는 경우가 많았다. 초기 유명한 미국 스크랩북 제작자이자 스크랩북 용품 발명가는 마크 트웨인이었다. 트웨인은 기념품, 스크랩, 사진을 수집하면서 여행에 스크랩북을 가지고 다녔다. 다양한 개인과 공동체는 20세기 영국 전역에서 스크랩북을 만들었다. 18세기 가장 열렬한 스크랩북 제작자 중 한 명은 아프리카계 미국인 역사와 관련된 문서, 그림 및 유물을 수집한 예술가 윌리엄 헨리 도시였다. 도시는 18세기 동안 흑인들의 삶에 대한 수백 권의 스크랩북을 엮어 필라델피아에 있는 자신의 집에 전시했다.

## 현대 스크랩부킹
유타주 엘크 릿지 (구 유타주 스패니시 포크)에 사는 마리엘렌 와들리 크리스텐센(발음: "메리 엘렌")은 오래된 취미였던 스크랩부킹을 스크랩북 용품 제조 및 판매에 특화된 사업체를 포함하는 실제 산업으로 바꾸는 데 기여한 인물로 평가된다. 그녀는 가족 사진 추억을 위한 창의적인 페이지를 디자인하기 시작했으며, 완성된 페이지를 시트 프로텍터에 넣어 3링 바인더에 모았다. 1980년까지 그녀는 50권 이상의 스크랩북을 모았고, 솔트레이크시티에서 열린 세계 기록 대회에 이를 전시하도록 초대받았다. 1981년 마리엘렌과 그녀의 남편 앤서니 제이("A.J.")는 "추억을 살아 있게 유지하기(Keeping Memories Alive)"라는 제목의 안내 책자를 집필하고 출판했으며, 같은 이름의 스크랩북 상점을 스패니시 포크에 열었고, 이 상점은 오늘날에도 여전히 운영 중이다.

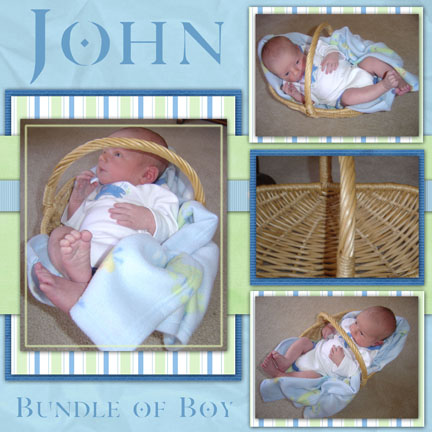
다양한 사진 활용을 보여주는 디지털 스크랩북 레이아웃

기억을 보존하는 것 외에도, 이 취미는 스크랩부킹이 제공할 수 있는 강력한 사회적 네트워크 때문에 인기가 있다. "스크래퍼" 또는 "스크랩북커"로 알려진 취미 활동가들은 서로의 집, 지역 스크랩북 상점, 스크랩북 컨벤션, 휴양지, 심지어 크루즈에서도 함께 모여 스크랩북 활동을 한다. "크롭(crop)"이라는 용어는 인쇄된 사진을 자르거나 다듬는 것을 의미하며, 이러한 행사를 설명하기 위해 만들어졌다.
Keeping Memories Alive (초기에는 옆 작은 건물에 있었고 The Annex로 불림)의 뒤를 이어 많은 다른 상점들이 생겨나 스크랩북 커뮤니티에 서비스를 제공하고 있다. 이 상점들은 모든 스크랩북커의 필요를 위한 많은 필수 도구를 제공한다. Keeping Memories Alive 외에도 Creative Memories, Making Memories, Stampin' Up!, Close to My Heart와 같은 회사들이 있다.
스크랩부킹 산업은 2001년에서 2004년 사이에 규모가 두 배로 성장하여 25억 달러에 달했으며, 2003년까지 1,600개 이상의 회사가 스크랩부킹 제품을 만들었다. 1987년에 설립된 스크랩북 용품 방문 판매 업체인 Creative Memories는 2004년에 4억 2천 5백만 달러의 소매 판매를 기록했다. 그러나 Creative Memories의 모회사는 2013년에 챕터 11을 신청했으며, 트윈 시티 지역에서 가장 큰 부채를 가진 파산 업체가 되었다.
구글 트렌드에 따르면, 스크랩북 및 스크랩부킹 관련 검색어는 2005-2006년 최고점 이후 70% 감소했다. 그러나 기억 보존에 종사하는 사람들의 공동체 사이에서는 이러한 감소가 산업 전체의 건전성과 미래에 무엇을 의미하는지에 대한 많은 논쟁이 있다. 분명한 것은 전통적인 스크랩부킹이 현재의 경제 문제, 소셜 미디어의 영향 및 디지털 공유의 용이성, 전통적인 스크랩북이 나이든 여성을 위한 것이라는 고정관념의 거부 등 여러 요인으로 인해 다시 한번 전환기에 있다는 것이다. 그러나 더 자세히 살펴보면, 여기서 정의된 전통적인 스크랩부킹의 정의에 엄격하게 부합하지 않더라도 사람들이 기억 보존을 계속하는 모든 방법을 쉽게 알 수 있다.
EK Success가 만든 스매시 북(Smash book)의 등장은 한 가지 예인데, 이는 어떤 면에서는 원본 스크랩북에 더 가깝다. 스매시 북은 다양한 크기의 와이어 제본된 책으로, 비어 있는 인쇄된 배경지에 글을 쓰고 기념품을 붙일 수 있다.
또 다른 변형은 포켓 스크랩부킹의 도입과 성장인데, 이는 베키 히긴스가 만들고 소개한 프로젝트 라이프(Project Life)로 가장 잘 알려져 있고 대표된다. 히긴스는 자신의 아이들과 가족의 삶을 계속 기록하고 싶었지만, 더 빠르고 간단한 방법으로 프로젝트를 완료할 수 있으면서도 매력적이고 통일성 있는 방식으로 할 수 있도록 이 시스템을 만들었다.
스크랩부킹의 최신 트렌드 중 하나는 레이아웃 디자인을 훨씬 작은 크기로 줄이는 것이다. 이동 중에도 업데이트할 수 있고 창의성과 기억 보존을 위한 공간이 있는 작은 가방에 넣어 다닐 수 있을 정도로 작다. 전통적인 트래블러 노트는 닫을 수 있는 밴드가 있는 간단한 가죽 커버이다. 커버는 최대 6개의 인서트를 보관할 수 있으며, 여러 가지 방법으로 사용할 수 있다. 이 노트는 인기가 많아져 어떤 관심사에 대해서도 저널링과 기억 보존을 가능하게 한다.
미니 앨범은 기억 보존의 또 다른 좋은 방법이자 스크랩부킹의 새로운 트렌드이다. 앨범에 넣을 사진 수에 따라 다양한 크기로 만들 수 있다. 이러한 미니 앨범은 처음부터 직접 만들 수 있다.

## 미디어

### 재료
가장 중요한 스크랩북 용품은 앨범 자체이며, 이는 영구적으로 제본될 수도 있고 페이지 삽입이 가능할 수도 있다. 미니 앨범이나 아코디언 스타일의 접이식 앨범과 같은 다른 형식도 있다. 이 중 일부는 성냥갑, CD 케이스 또는 기타 작은 홀더와 같은 다양한 용기에 부착된다. 스크랩 아티스트들이 "페이지"에서 벗어나 다른 표면과 대상으로 이동하기 시작했을 때, 그들은 이러한 작품들을 "변경된 항목(altered items)" 또는 단순히 "페이지 밖(off-the-page)"이라고 불렀다. 이 움직임은 1960년대 루이즈 네벨슨이 발견된 물건과 재활용 부품으로 "어셈블리지(Assemblages)"를 만들던 시절의 미술사로 돌아간다.
현대 스크랩부킹은 주로 12인치(30cm) 정사각형 또는 편지 크기(미국 편지 크기(8.5 x 11인치) 또는 A4(210 x 297mm)) 페이지에 이루어진다. 최근에는 작은 앨범이 인기를 얻고 있다. 가장 일반적인 새로운 형식은 6, 7, 또는 8인치(15, 17.5, 또는 20cm) 정사각형이다. 많은 스크래퍼들에게는 투명 페이지 프로텍터로 페이지를 보호하는 것이 중요하다.

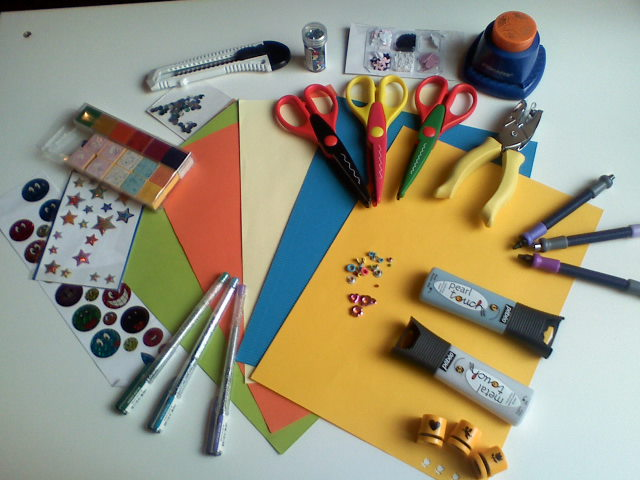
다양한 스크랩부킹 재료 및 도구

기본 재료로는 배경지(인쇄지 및 카드스톡 포함), 사진 모서리 마운트(또는 접착점, 사진 마운팅 테이프, 무산성 접착제 등 사진을 붙이는 다른 방법), 가위, 종이 트리머 또는 절단 도구, 아트펜, 저널링용 아카이벌 펜, 마운팅 접착제(예: 서모-택)가 있다. 더 정교한 디자인에는 다이 컷 템플릿, 고무 스탬프, 공예 펀치, 스텐실, 잉킹 도구, 아일릿 세터, 열 엠보싱 도구, 개인 다이 컷 기계와 같은 더 전문적인 도구가 필요하다. 스크랩부킹을 즐기는 많은 사람들은 언급된 도구와 "화려한" 질감 가위를 사용하여 자신만의 배경지를 만들 것이다.
"장식물"이라 불리는 다양한 액세서리가 스크랩북 페이지를 장식하는 데 사용된다. 장식물에는 스티커, 문지름(rub-ons), 우표, 아일릿, 브래드, 다양한 모양의 칩보드 요소, 알파벳 글자, 레이스, 철사, 천, 구슬, 스팽글, 리본 등이 있다. 다이 컷 기계의 사용도 점점 더 인기를 얻고 있다. 최근 몇 년 동안 드래그 나이프가 달린 플로터와 유사한 여러 전자식 다이 컷 기계(예: 크리컷)가 시장에 출시되어, 스크래퍼들이 무료 또는 타사 소프트웨어를 사용하여 컴퓨터로 어떤 모양이나 글꼴로든 다이 컷을 만들 수 있게 되었다. 스크랩북 제작자들은 잡지 스크랩을 사용하여 스크랩북을 "장식"하기도 한다.
현대 스크랩부킹의 핵심 요소 중 하나는 용품의 보존 품질이다. 사진과 저널링을 원래 상태로 보존하기 위해, 대부분의 진지한 스크랩북 제작자들이 권장하는 재료는 상업적으로 이용 가능한 일반적인 사진 앨범보다 품질이 더 높다. 스크래퍼들은 무산성, 리그닌 없는 종이, 스탬프 잉크, 엠보싱 파우더를 고집한다. 색바램 방지, 색상 고정, 그리고 종종 방수되는 안료 기반 잉크를 사용하여 스크래퍼는 자신의 작품을 보존할 수 있다. 많은 스크래퍼들은 버퍼링 처리된 종이를 사용하여 스크랩북에 사용된 기념품의 산으로부터 사진을 보호한다. 오래된 "자석" 앨범은 산성이 아니어서 그 안에 포함된 사진과 기념품에 손상을 입힌다. 장갑 또한 손의 기름으로부터 사진을 보호하는 데 사용된다.
국제 표준인 ISO 18902는 앨범, 프레임, 보관 재료에 대한 요구 사항을 통해 스크랩부킹에 안전한 재료에 대한 구체적인 지침을 제공한다. ISO 18902는 사진 안전 및 무산성 재료에 대한 특정 pH 범위에 대한 요구 사항을 포함한다. ISO 18902는 폴리염화 비닐(PVC) 및 셀룰로스 나이트레이트를 포함한 유해 물질의 사용을 금지한다.

### 디지털 스크랩부킹

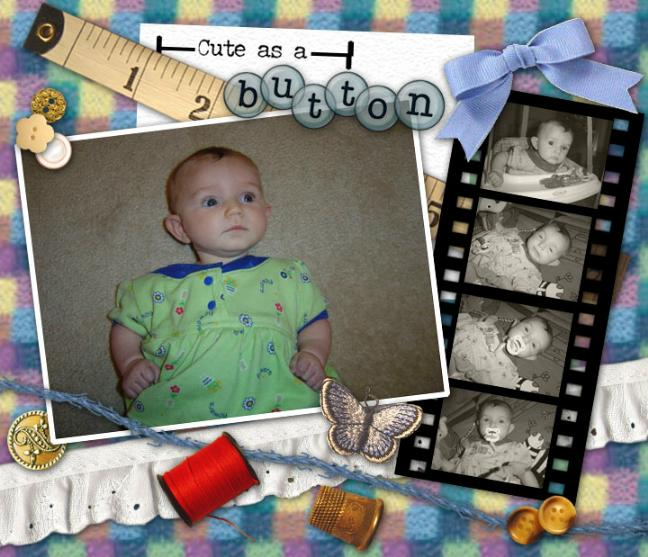
수많은 디지털 "재료"의 사용을 보여주는 디지털 스크랩북 레이아웃

디지털 스크랩부킹의 새로운 시대는 이전에 스크랩부킹이 가졌던 많은 불편함을 해소하고 용품을 쉽게 구할 수 있도록 했다. 온라인 프로그램은 이전에 따로 구매해야 했던 모든 기능을 한 곳에서 제공한다. 여기에는 다채로운 종이, 스티커, 패턴, 글꼴 등과 같은 도구들이 포함된다. 모든 기능은 스크랩북커의 비전을 충족시키기 위해 간단한 자르기 및 크기 조정을 허용한다. 또한, 디자인 및 템플릿의 추가는 사진의 편리한 정리와 빠른 업로드를 가능하게 한다. 모든 사진과 도구는 한 곳에서 사용할 수 있어, 이 과정을 쉽게 이동시키고 어떤 장소에도 적합하게 만들 수 있다.
스캐너, 탁상출판, 페이지 레이아웃 프로그램 및 고급 인쇄 옵션의 등장은 디지털 데이터 형태로 전문적인 레이아웃을 비교적 쉽게 만들 수 있게 했다. 인터넷은 스크랩북커가 자체 출판할 수 있도록 한다. 디지털 이미지 형태로만 존재하는 스크랩북은 "디지털 스크랩북" 또는 "컴퓨터 스크랩북"이라고 불린다.
어떤 사람들은 책 페이지에 붙이는 실제 유물의 물리적 특성을 선호하지만, 최근 몇 년간 디지털 스크랩부킹 취미는 인기가 급증했다. 장점으로는 더 다양한 재료, 환경 영향 감소, 비용 절감, 완성된 페이지를 인터넷에 더 쉽게 공유할 수 있는 기능, 그리고 이미지 편집 소프트웨어를 사용하여 영구적인 조정 없이 페이지 요소를 다양한 방식으로 조작할 수 있는 실험 능력이 있다. 전통적인 스크랩북 레이아웃은 찢어진 가장자리가 있는 배경지를 사용할 수 있다. 물리적인 페이지는 한 번 찢으면 복원할 수 없지만, 디지털 종이는 쉽게 찢고 복원할 수 있어 스크랩북커가 재료를 낭비하지 않고 다양한 모양을 시도할 수 있다. 일부 웹 기반 디지털 스크랩북에는 사용자가 풍부한 시각적 경험을 만들 수 있도록 다양한 벽지와 배경이 포함되어 있다. 각 종이, 사진 또는 장식물은 문서 내에서 자체 레이어에 존재하며, 원하는 대로 재배치할 수 있다.
게다가 디지털 스크랩부킹은 디지털 저장 및 전시에만 국한되지 않는다. 많은 디지털 스크래퍼들은 완성된 레이아웃을 인쇄하여 스크랩북 앨범에 보관한다. 어떤 이들은 하드커버 책으로 전문적으로 인쇄하여 기념품으로 보관하기도 한다. 전문 인쇄 및 제본 서비스는 전문적인 레이아웃과 개별 레이아웃 기능을 갖춘 스크랩북을 만들 수 있는 무료 소프트웨어를 제공한다. 통합된 디자인 및 주문 워크플로우 덕분에 실제 하드커버 제본 책을 더 비용 효율적으로 생산할 수 있다.
초기 디지털 스크랩북은 외부 사이트에 업로드된 디지털 사진으로 만들어졌다. 시간이 지남에 따라 이는 사진을 정리하고 디지털 스크랩북을 만드는 데 도움이 되는 소프트웨어를 개인 컴퓨터에 다운로드하는 방식으로 바뀌었다. 웹 2.0 기능의 성장과 함께 디지털 스크랩부킹은 PC 소프트웨어를 다운로드하고 설치해야 하는 번거로움을 피하기 위해 다시 온라인으로 돌아가고 있다. 저렴한 온라인 저장 공간(예: Amazon의 S3 서비스)의 가용성과 미리 업로드된 온라인 앨범(예: Yahoo의 플리커)을 활용하려는 욕구는 사용자가 온라인에서 직접 디지털 스크랩북을 더 편리하게 구성할 수 있도록 한다. 맞춤형 소량 출판 방식은 이러한 디지털 스크랩북이 전통적인 스크랩북을 효과적으로 대체할 수 있도록 한다.
디지털 스크랩부킹은 웹 기반 소프트웨어를 사용하여 디지털 스크랩북 레이아웃을 완전히 온라인으로 만들 수 있는 수준까지 발전했다. 사용자들은 사진을 업로드하고, 웹 페이지와 디지털 스크랩북 그래픽을 사용하여 디지털 스크랩북 레이아웃을 만든다. 그런 다음 레이아웃은 웹 공유용으로 저해상도 JPEG 파일로 다운로드하거나 인쇄용으로 고해상도 JPEG 파일로 다운로드할 수 있다.

## 크롭
스크랩부킹 크롭(또는 "크롭")은 두 명 이상의 스크랩북 제작자들이 모여 사회적 모임에서 자신의 책, 카드 또는 기타 프로젝트를 작업하는 행사이다. 이는 과거에 사회적으로 널리 퍼져 있던 퀼팅 비와 유사하지만, 오늘날의 "크롭"으로 대체되었다. 참석자들은 해당 프로젝트를 작업하기 위해 특정 용품을 직접 가져오며, 때로는 이러한 행사에서 추가 스크랩부킹 용품을 구매할 수 있는 판매업체도 있다. 이러한 행사에서는 아이디어를 공유하고, 기술을 서로 가르치며, 사용되는 제품(예: 실루엣 및 크리컷과 같은 절단 기계)에 대해 배우고, 참석자들은 몇 시간에서 며칠 동안 방해받지 않고 스크랩북, 카드 또는 필요한 모든 프로젝트를 작업할 수 있다. 행사는 한 명의 집, 교회 회관 또는 회의실이 있는 시설에서 비공식적으로 계획되거나, 수십에서 수백 명의 참석자가 같은 호텔에 머무르면서 호텔의 큰 연회장이나 회의실에서 며칠 동안 진행되는 대규모 크롭으로 계획되기도 한다. 행사에 대해 알 수 있는 주요 방법은 주로 입소문, 소셜 미디어 및 커뮤니티 게시물이다.

## 산업 통계
어떤 사람들은 스크랩부킹에 대한 관심 증가를 계보학에 대한 새로운 열정 때문이라고 생각하는 반면, 다른 사람들은 이것이 사진술과 그래픽 디자인에 관심 있는 사람들을 위한 배출구라고 말한다.
스크랩부킹에 대한 관심의 증거를 보려면 다음 사실을 고려해 보라:
- 미국에서만 4백만 명 이상의 여성이 스스로를 스크랩북커라고 생각한다.
- 미국 전체 여성의 4% 이상이 전통적인 스크랩부킹을 해보았다. 수백만 명의 다른 사람들은 다양한 형태의 사진책을 만들지만, 스크랩북커는 아니다.
- 스크랩부킹은 공예 및 취미 산업에서 가장 큰 분야 중 하나이며, 현재틀:누구에 의해 전국에서 세 번째로 인기 있는 공예로 여겨진다. 1996년부터 2004년까지 미국 전역에서 스크랩부킹 제품 판매가 증가했다. 2005년에는 수년간의 두 자릿수 성장에 이어 처음으로 연간 판매가 정체되었다. 2006년부터 2010년까지 전통 스크랩부킹 판매는 감소한 반면, 디지털 형태의 스크랩부킹은 성장했다. 2010년 전통 스크랩부킹 판매는 2005년 최고치인 약 25억 달러에서 약 16억 달러로 감소했다.[31]

동시에 독립 스크랩북 상점의 수는 최고 4,200개에서 약 1,200개로 감소했다. 스크랩북 제조업체의 수도 같은 기간 동안 최고 800개에서 250개 미만으로 감소했다.

## 일반적인 관용구

### 저널링
사진, 티켓, 엽서 및 기타 기념품 수집 외에도 저널링은 현대 스크랩북의 주요 요소인 경우가 많다. 저널링은 스크랩북 페이지의 사진을 묘사하고, 설명하며, 강조하는 텍스트이다. 현대 저널링은 여러 형태를 취할 수 있다. 사색적이고 이야기 같을 수도 있고, 보고서적인 어조를 띠거나 단순히 단어 목록일 수도 있다. 저널링에는 노래 가사, 인용문, 시도 포함될 수 있다. 저널링의 가치는 가족 역사를 기록하여 보존하는 데 도움이 된다는 사실에 있다.
많은 이들이 저널링을 모든 스크랩북의 가장 중요한 요소 중 하나로 여긴다. 저널링은 개인적인 선택이며, 행사나 사진을 묘사하거나 감정과 느낌을 전달할 수 있다. 어떤 스크랩북 제작자들은 필체를 후세에 남길 가치가 있다고 보아 손으로 쓴 저널링을 가장 좋다고 여기지만, 많은 사람들은 컴퓨터로 저널링을 하고 양피지, 테이프, 리본, 종이 등 다양한 표면에 인쇄한다.

### 스케치
스크랩북 제작자들은 가끔 페이지 영감을 얻기 위해 스케치를 참고하기도 한다. 스케치는 사진, 제목, 저널링, 장식물의 위치를 보여주는 손으로 그린 레이아웃이다. 레이아웃 균형을 올바르게 맞추는 데 경험이 없는 초보 스크랩북 제작자들에게 시작점을 제공한다. 스크랩북 제작자들은 원하는 방식으로 스케치를 해석할 수 있다. 스크래퍼 블록에 걸렸을 때 훌륭한 시작점이 된다. 많은 스케치북이 출판되었고, 스크랩북 잡지는 항상 콘텐츠의 일부로 스케치를 제공한다.

## 같이 보기
- 아기 책, 아기의 탄생과 성장을 기록한 책
- 컴먼플레이스 북, 이전에는 주로 책에 정보를 기록하여 지식을 모으는 방법
- 크리컷, 가정용 스크랩부킹 기계.
- 미디어 보존
- 보존 (도서관 및 기록 보존 과학)
- 실바 레룸, 16세기부터 18세기까지 많은 폴란드 귀족 가문에서 보관했던 다세대 연대기의 특정 유형의 책